# Alessandro Longo
Alessandro Longo (* 31. Dezember 1864 in Amantea (Cosenza), Italien; † 3. November 1945 in Neapel) war ein italienischer Komponist und Musikwissenschaftler. 
Nachdem er am Konservatorium Neapel studiert hatte, wurde er ab 1887 dort Klavierlehrer und 1944 Direktor.
Als Komponist verstand er es erfolgreich, die gründliche deutsche Instrumentalschreibweise mit der italienischen Vokaltradition zu verbinden.
Heute ist er hauptsächlich wegen seiner umfassenden Ausgabe der Klavierwerke Domenico Scarlattis bekannt. Er versah alle 544 Klaviersonaten mit Nummern (Longo-Nummer), die für viele Jahre zu ihrer Identifizierung dienten. Die Longo-Nummerierung ist heute weitgehend durch diejenige von Ralph Kirkpatrick abgelöst.
| Personendaten    | Personendaten                                    |
| ---------------- | ------------------------------------------------ |
| NAME             | Longo, Alessandro                                |
| KURZBESCHREIBUNG | italienischer Komponist und Musikwissenschaftler |
| GEBURTSDATUM     | 31. Dezember 1864                                |
| GEBURTSORT       | Amantea (Cosenza), Italien                       |
| STERBEDATUM      | 3. November 1945                                 |
| STERBEORT        | Neapel                                           |